# Giải đua ô tô Công thức 1 Tây Ban Nha 2023
Giải đua ô tô Công thức 1 Tây Ban Nha 2023 (tên chính thức là Formula 1 AWS Gran Premio De España 2023) là một chặng đua Công thức 1 được tổ chức vào ngày 4 tháng 6 năm 2023 tại trường đua Barcelona-Catalunya ở Montmeló và là chặng đua thứ bảy của giải đua xe Công thức 1 2023.

## Bối cảnh

### Bảng xếp hạng trước cuộc đua
Sau giải đua ô tô Công thức 1 Monaco, Max Verstappen dẫn đầu bảng xếp hạng các tay đua với 144 điểm, hơn đồng đội Sergio Pérez 39 điểm ở vị trí thứ hai và hơn 51 điểm so với Fernando Alonso ở vị trí thứ ba. Red Bull Racing dẫn đầu trong bảng xếp hạng các đội đua trước Aston Martin (120 điểm) và Mercedes (119 điểm) với 249 điểm.

### Thay đổi trên đường đua
Lần đầu tiên kể từ năm 2006, đường đua sẽ không có khu chicane trong phần cuối cùng. Kiểu đường đua này đã được FIA chính thức công nhận.

### Lựa chọn bộ lốp
Nhà cung cấp lốp xe Pirelli cung cấp các bộ lốp hạng C1, C2 và C3 (được chỉ định lần lượt là cứng, trung bình và mềm) để các đội sử dụng tại sự kiện này.

## Tường thuật

### Buổi tập
Trong buổi tập đầu tiên, Max Verstappen lập thời gian nhanh nhất với 1:14,606 phút trước đồng đội Sergio Pérez và Esteban Ocon.
Trong buổi tập thứ hai, Verstappen lập thời gian nhanh nhất với 1:13,907 phút trước Fernando Alonso và Nico Hülkenberg.
Trong buổi tập thứ ba, Verstappen lập thời gian nhanh nhất với 1:13,664 phút trước đồng đội Pérez và Lewis Hamilton.

### Vòng phân hạng
Vòng phân hạng bao gồm ba phần với thời gian chạy 45 phút. Trong phần đầu tiên (Q1), các tay đua có 18 phút để tiếp tục tham gia phần thứ hai vòng phân hạng. Tất cả các tay đua đạt được thời gian trong phần đầu tiên với thời gian tối đa 107% thời gian nhanh nhất được phép tham gia cuộc đua. 15 tay đua dẫn đầu lọt vào phần tiếp theo. Hamilton là tay đua nhanh nhất trong phần này. Sau khi phần này kết thúc, Valtteri Bottas, Kevin Magnussen, Alexander Albon, Charles Leclerc và Logan Sargeant bị loại. Đối với Leclerc, đây là lần đầu tiên anh bị loại ở phần đầu tiên của vòng phân hạng (Q1) kể từ giải đua ô tô Công thức 1 Monaco 2019.
Phần thứ hai (Q2) kéo dài 15 phút và mười tay đua nhanh nhất của phần này đi tiếp vào phần thứ ba của vòng phân hạng. Verstappen là tay đua nhanh nhất trong phần này và sau khi phần này kết thúc, Pérez, George Russell, Chu Quán Vũ và hai tay đua của AlphaTauri bị loại.
Phần cuối cùng (Q3) kéo dài mười hai phút, trong đó mười vị trí xuất phát đầu tiên được xác định sẵn. Với thời gian là 1:12,272 phút, Verstappen lập thời gian nhanh nhất trước Sainz và Lando Norris. Đây cũng là vị trí pole thứ 24 của Verstappen trong suốt sự nghiệp Công thức 1 của mình và cũng là vị trí pole đầu tiên của anh tại giải đua ô tô Công thức 1 Tây Ban Nha.
Sau khi vòng phân hạng kết thúc, Gasly bị tụt sáu vị trí do cản trở Sainz và Verstappen ở phần thứ hai của vòng phân hạng (Q2).

### Cuộc đua
Leclerc và Sargeant bắt đầu cuộc đua từ làn pit. Sau khi cuộc đua bắt đầu, Verstappen đã có thể giữ vị trí dẫn đầu trước Sainz jr. Phía sau họ, Hamilton và Lando Norris va chạm ở góc cua số 2 khiến mũi xe của Norris bị hỏng và do vậy, Norris phải vào làn pit để thay thế mũi xe mới. Trong khi đó, Hamilton có thể tiếp tục cuộc đua mà không gặp vấn đề gì. Russell có một màn xuất phát xuất sắc sau khi leo lên từ vị trí thứ 12 lên vị trí thứ 7. Do bộ lốp mòn tương đối nhanh, Hülkenberg nhanh chóng bị các tay đua khác vượt qua và phải vào làn pit để đổi lốp tương đối sớm. Hamilton lần đầu tiên vượt qua Lance Stroll và sau đó là Sainz jr. và sau đó là người theo đuổi đầu tiên, Verstappen. Trong khi Pérez có thể tiến lên nhanh chóng với chiếc xe đua Red Bull của mình, Leclerc bị các tay đua khác cản trở khiến anh không thể ghi điểm.
Verstappen giành chiến thắng cuộc đua này trước hai tay đua của Mercedes, Hamilton và Russell. Thêm vào đó, đây cũng là chiến thắng thứ 40 và cú grand slam thứ ba trong sự nghiệp Công thức 1 của Verstappen. Các tay đua còn lại ghi điểm trong cuộc đua này là Sainz jr., Stroll, Alonso, Ocon, Chu Quán Vũ và Pierre Gasly. Yuki Tsunoda về đích ở vị trí thứ 9 nhưng anh nhận một án phạt 5 giây vì ấn ép Chu Quán Vũ khỏi đường đua khiến anh bị tụt xuống vị trí thứ 12.

## Kết quả

### Vòng phân hạng
| Vị trí                   | Số xe | Tay đua          | Đội đua                      | Q1       | Q2       | Q3       | Vị trí xuất phát |
| ------------------------ | ----- | ---------------- | ---------------------------- | -------- | -------- | -------- | ---------------- |
| 1                        | 1     | Max Verstappen   | Red Bull Racing-Honda RBPT   | 1:13,615 | 1:12,760 | 1:12,272 | 1                |
| 2                        | 55    | Carlos Sainz Jr. | Ferrari                      | 1:13,411 | 1:12,790 | 1:12,734 | 2                |
| 3                        | 4     | Lando Norris     | McLaren-Mercedes             | 1:13,295 | 1:12,776 | 1:12,792 | 3                |
| 4                        | 10    | Pierre Gasly     | Alpine-Renault               | 1:13,471 | 1:13,186 | 1:12,816 | 101              |
| 5                        | 44    | Lewis Hamilton   | Mercedes                     | 1:12,937 | 1:12,999 | 1:12,818 | 4                |
| 6                        | 18    | Lance Stroll     | Aston Martin Aramco-Mercedes | 1:13,766 | 1:13,082 | 1:12,994 | 5                |
| 7                        | 31    | Esteban Ocon     | Alpine-Renault               | 1:13,433 | 1:13,001 | 1:13,083 | 6                |
| 8                        | 27    | Nico Hülkenberg  | Haas-Ferrari                 | 1:13,420 | 1:13,283 | 1:13,229 | 7                |
| 9                        | 14    | Fernando Alonso  | Aston Martin Aramco-Mercedes | 1:13,747 | 1:13,098 | 1:13,507 | 8                |
| 10                       | 81    | Oscar Piastri    | McLaren-Mercedes             | 1:13,691 | 1:13,059 | 1:13,682 | 9                |
| 11                       | 11    | Sergio Pérez     | Red Bull Racing-Honda RBPT   | 1:13,874 | 1:13,334 | –        | 11               |
| 12                       | 63    | George Russell   | Mercedes                     | 1:13,326 | 1:13,447 | –        | 12               |
| 13                       | 24    | Chu Quán Vũ      | Alfa Romeo-Ferrari           | 1:13,677 | 1:13,521 | –        | 13               |
| 14                       | 21    | Nyck de Vries    | AlphaTauri-Honda RBPT        | 1:13,581 | 1:14,083 | –        | 14               |
| 15                       | 22    | Yuki Tsunoda     | AlphaTauri-Honda RBPT        | 1:13,862 | 1:14,477 | –        | 15               |
| 16                       | 77    | Valtteri Bottas  | Alfa Romeo-Ferrari           | 1:13,977 | –        | –        | 16               |
| 17                       | 20    | Kevin Magnussen  | Haas-Ferrari                 | 1:14,042 | –        | –        | 17               |
| 18                       | 23    | Alexander Albon  | Williams-Mercedes            | 1:14,063 | –        | –        | 18               |
| 19                       | 16    | Charles Leclerc  | Ferrari                      | 1:14,079 | –        | –        | 192              |
| 20                       | 2     | Logan Sargeant   | Williams-Mercedes            | 1:14,699 | –        | –        | 203              |
| Thời gian 107%: 1:18,042 |       |                  |                              |          |          |          |                  |

Ghi chú:
- ^1  – Pierre Gasly bị tụt sáu vị trí vì cản trở Carlos Sainz Jr. và Max Verstappen tại Q2[12][13].
- ^2  – Charles Leclerc vượt qua vòng phân hạng ở vị trí thứ 19 nhưng anh đã nhận án phạt tụt 15 vị trí vì vượt quá giới hạn của các phần tử đơn vị năng lượng động cơ. Sau đó, anh được yêu cầu bắt đầu cuộc đua từ làn pit do những thay đổi được thực hiện đối với việc thiết lập hệ thống treo dưới chế độ parc fermé.
- ^3  – Logan Sargeant vượt qua vòng phân hạng ở vị trí thứ 20 nhưng anh được yêu cầu bắt đầu cuộc đua từ làn pit do những thay đổi được thực hiện đối với việc thiết lập hệ thống treo dưới chế độ parc fermé.

### Cuộc đua
| Vị trí                                                                                        | Số xe | Tay đua          | Đội đua                      | Số vòng | Thời gian/ Bỏ cuộc | Vị trí xuất phát | Số điểm |
| --------------------------------------------------------------------------------------------- | ----- | ---------------- | ---------------------------- | ------- | ------------------ | ---------------- | ------- |
| 1                                                                                             | 1     | Max Verstappen   | Red Bull Racing-Honda RBPT   | 66      | 1:27:57,940        | 1                | 261     |
| 2                                                                                             | 14    | Lewis Hamilton   | Mercedes                     | 66      | + 24,090           | 4                | 18      |
| 3                                                                                             | 31    | George Russell   | Mercedes                     | 66      | + 32,389           | 12               | 15      |
| 4                                                                                             | 44    | Sergio Pérez     | Red Bull Racing-Honda RBPT   | 66      | + 35,812           | 11               | 12      |
| 5                                                                                             | 63    | Carlos Sainz Jr. | Ferrari                      | 66      | + 45,698           | 2                | 10      |
| 6                                                                                             | 16    | Lance Stroll     | Aston Martin Aramco-Mercedes | 66      | + 1:03,320         | 5                | 8       |
| 7                                                                                             | 10    | Fernando Alonso  | Aston Martin Aramco-Mercedes | 66      | + 1:04,126         | 8                | 6       |
| 8                                                                                             | 55    | Esteban Ocon     | Alpine-Renault               | 66      | + 1:09,242         | 6                | 4       |
| 9                                                                                             | 4     | Chu Quán Vũ      | Alfa Romeo-Ferrari           | 66      | + 1:11,878         | 13               | 2       |
| 10                                                                                            | 81    | Pierre Gasly     | Alpine-Renault               | 66      | + 1:13,530         | 10               | 1       |
| 11                                                                                            | 77    | Charles Leclerc  | Ferrari                      | 66      | + 1:14,419         | Làn pit          |         |
| 12                                                                                            | 21    | Yuki Tsunoda     | AlphaTauri-Honda RBPT        | 66      | + 1:15,4162        | 15               |         |
| 13                                                                                            | 24    | Oscar Piastri    | McLaren-Mercedes             | 65      | + 1 vòng           | 9                |         |
| 14                                                                                            | 23    | Nyck de Vries    | AlphaTauri-Honda RBPT        | 65      | + 1 vòng           | 14               |         |
| 15                                                                                            | 22    | Nico Hülkenberg  | Haas-Ferrari                 | 65      | + 1 vòng           | 7                |         |
| 16                                                                                            | 11    | Alexander Albon  | Williams-Mercedes            | 65      | + 1 vòng           | 18               |         |
| 17                                                                                            | 27    | Lando Norris     | McLaren-Mercedes             | 65      | + 1 vòng           | 3                |         |
| 18                                                                                            | 2     | Kevin Magnussen  | Haas-Ferrari                 | 65      | + 1 vòng           | 17               |         |
| 19                                                                                            | 20    | Valtteri Bottas  | Alfa Romeo-Ferrari           | 65      | + 1 vòng           | 16               |         |
| 20                                                                                            | 18    | Logan Sargeant   | Williams-Mercedes            | 65      | + 1 vòng           | Làn pit          |         |
| Vòng đua nhanh nhất: Max Verstappen (Red Bull Racing-Honda RBPT) – 1:16,330 (vòng đua thứ 61) |       |                  |                              |         |                    |                  |         |
| Tay đua xuất sắc nhất cuộc đua: Lewis Hamilton (Mercedes), 24,7% số phiếu bầu                 |       |                  |                              |         |                    |                  |         |

Chú thích:
- ^1  – Bao gồm một điểm cho vòng đua nhanh nhất..[15]
- ^2  – Yuki Tsunoda về đích ở vị trí thứ 9 nhưng anh nhận một án phạt 5 giây vì lấn ép Chu Quán Vũ khỏi đường đua.

## Bảng xếp hạng sau cuộc đua

### Bảng xếp hạng các tay đua
| Vị trí | Tay đua          | Đội đua                      | Số điểm | Thay đổi vị trí |
| ------ | ---------------- | ---------------------------- | ------- | --------------- |
| 1      | Max Verstappen   | Red Bull Racing-Honda RBPT   | 170     | +/-0            |
| 2      | Sergio Pérez     | Red Bull Racing-Honda RBPT   | 117     | +/-0            |
| 3      | Fernando Alonso  | Aston Martin Aramco-Mercedes | 99      | +/-0            |
| 4      | Lewis Hamilton   | Mercedes                     | 87      | +/-0            |
| 5      | George Russell   | Mercedes                     | 65      | +/-0            |
| 6      | Carlos Sainz Jr. | Ferrari                      | 58      | +/-0            |
| 7      | Charles Leclerc  | Ferrari                      | 42      | +/-0            |
| 8      | Lance Stroll     | Aston Martin Aramco-Mercedes | 35      | +/-0            |
| 9      | Esteban Ocon     | Alpine-Renault               | 25      | +/-0            |
| 10     | Pierre Gasly     | Alpine-Renault               | 15      | +/-0            |

- Lưu ý: Chỉ có mười vị trí đứng đầu được liệt kê trong bảng xếp hạng này.

### Bảng xếp hạng các đội đua
| Vị trí | Đội đua                      | Số điểm | Thay đổi vị trí |
| ------ | ---------------------------- | ------- | --------------- |
| 1      | Red Bull Racing-Honda RBPT   | 287     | +/-0            |
| 2      | Mercedes                     | 152     | 1               |
| 3      | Aston Martin Aramco-Mercedes | 134     | 1               |
| 4      | Ferrari                      | 100     | +/-0            |
| 5      | Alpine-Renault               | 40      | +/-0            |
| 6      | McLaren-Mercedes             | 17      | +/-0            |
| 7      | Haas-Ferrari                 | 8       | +/-0            |
| 8      | Alfa Romeo-Ferrari           | 8       | +/-0            |
| 9      | AlphaTauri-Honda RBPT        | 2       | +/-0            |
| 10     | Williams-Mercedes            | 1       | +/-0            |